# Захаров, Николай Николаевич (альпинист)
Захаров Николай Николаевич (р. 29 апреля 1953, д. Бирюса, Красноярский край) — советский и российский альпинист, МСМК по альпинизму, МС по скалолазанию, Заслуженный тренер России, «Снежный барс», Заслуженный работник физической культуры и спорта Красноярского края (2005), неоднократный чемпион СССР и России в высотном, техническом и скальном классах, награждён медалью ордена «За заслуги перед отечеством II степени» (2002), дипломом Олимпийского комитета России «Честная игра» (1996). Председатель Федерации альпинизма Красноярского края (1998—2006), старший тренер сборной Красноярского края по альпинизму (c 1990).
Федерацией альпинизма России был признан лучшим восходителем в классе высотных (1997) и технических (1998) восхождений.
- 5-кратный чемпион СССР (1983, 1985, 1986, 1988, 1990).
- 2-кратный серебряный призёр чемпионатов СССР (1987, 1991).
- 2-кратный чемпион России (1992, 1995).
- 4-кратный серебряный призёр чемпионатов России (1989, 1994, 1997, 1998).
- Бронзовый призёр чемпионата России (1995).

За время работы тренером Красноярской сборной подготовил 49 мастеров спорта по альпинизму и скалолазанию (начиная с 1997 года — совместно с Валерием Балезиным).

## Биография
Родился 29 апреля 1953 года в деревне Бирюса Емельяновского района Красноярского края. Окончил среднюю общеобразовательную школу № 1 Березовского района (1970). Два года после этого работал электрослесарем на шинном заводе Красноярска. С 1972 по 1977 год учился в Красноярском политехническом институте на электромеханическом факультете, по образованию инженер-электрик. Пять лет работал преподавателем лыжного отделения кафедры «Физическое воспитание» Красноярского технологического института(1978—1983). С 1997 года и по настоящее время работает в ШВСМ по зимним видам спорта. На Красноярских «Столбах» — член компании «Эдельвейс». Впервые пришёл на Столбы с отцом в 12 лет.
Семейное положение: женат, есть сын.

## Тренеры
По скалолазанию:
- Владимир Александрович Тронин,
- Николай Федотович Молтянский.

По альпинизму:
- Валерий Иванович Колотий,
- Юрий Георгиевич Сапожников.

## Начало, расцвет
В 18 лет начал активно ходить с братом на Столбы, лазил. Там в 1972 году познакомился с Владимиром Александровичем Трониным. С этого все и началось… Тренировки, лекции. Вокруг ведущие спортсмены. В 1973 году совершил своё первое восхождение на вершину Монгун-Тайга (3970 м), инструктор — Прокопенко Валерий. В августе того же года выполнил 3 спортивный разряд в а/л «Талгар». Первый маршрут третьей категории трудности совершил на в. Чат в Узунколе (Кавказ). Второй разряд (1976) закрыл в а/л «Ала-Арча», инструктор — Кадачигов Анатолий (Иркутск). А уже в 1977 году — 1 разряд в а/л «Артуч», инструктор — Тюльпанов Сергей (Санкт-Петербург).

## Восхождения на «семитысячники»
— пик Ленина 7134 метра, Памир (1988, 1995, 1999);
— пик Коммунизма 7495 метров, Памир (1990, 1998);
— пик Корженевской 7105 метров, Памир (1998);
— пик Победы 7439 метров, Тянь-Шань (1989, 1991);
— пик Мустаг-Ата 7456 метров, Кунь-Лунь, Китай (1994);
— пик Хан-Тенгри 6995 метров, Тянь-Шань (семь раз).

## Восхождения на «восьмитысячники» вГималаях
— Дхаулагири, по Северо-восточному гребню, 8167 метров, Непал (1992);
— Чо-Ойю, 8201 м, первопрохождение по восточному гребню до 8000 м (1991);
— Чо-Ойю, по Западному склону, 8201 метр, Тибет (1996);
— Шишабангма, по Северному гребню, 8012 метров, Тибет (1996);
— Эверест, по Северному гребню, 8848 метров, Тибет (2000); 
— Лхоцзе, по Западной стене, 8516 метров, Непал (2002).
Является автором нового маршрута на Эверест по «кулуару» Северо-восточной стены (1996). Неофициальное название маршрута «кулуар Захарова».

## Восхождения на высочайшие вершины континентов
— Мак-Кинли 6194 метра, Северная Америка, США (1998);
— Аконкагуа 6960 метров, Южная Америка, Аргентина (1993 — вместе с Владимиром Мусиенко, 2000, 2001);
— Эверест 8848 метров, Азия, Тибет (2000);
— Килиманджаро 5895 метров, Африка, Кения-Танзания (1998);
— Эльбрус 5647 метров, Европа, Россия, 16 раз;
— Монблан 4810 метров, Западная Европа, (2002).

## Сложнейшие первопрохождения в качестве капитана команды
— по Северной стене пика Революции 6674 метра, Памир (1987);
— по Северной стене пика Хан-Тенгри 6995 метров, Тянь-Шань (1988);
— по Южной стене пика Коммунизма 7495 метров, Памир (1990);
— по кулуару СВ стены пика Эверест, 8848 метров, Гималаи (1996);
— по Южной стене пика В.Чкалова в Антарктиде (2003) — первый российский альпинистский маршрут на континенте.

## Тренерская деятельность
В 1984—1995 годы — тренер спортивного клуба «Енисей» на заводе «Красмаш».
С 1996 и по сегодняшний день — тренер-преподаватель по альпинизму в ШВСМ по зимним видам спорта.
Является одним из учредителей НП «Красноярского физкультурно-спортивного клуба альпинистов и скалолазов» (2009).
Старший тренер сборной Красноярского края на восхождениях:
В 2001 год:
 — Кодар, пик Царский Трон, первопрохождение, февраль, 1 место на Чемпионате России в классе зимних восхождений.
 — Западные Саяны, Ергаки, июль, 1-е и 2-е место на Чемпионате России в очном классе.
В 2002 год:
 — Норвегия, зимний первопроход по самой сложной стене Европы — стене Троллей, 1-е место на Чемпионате России в классе зимних восхождений, 2-е место в номинации «Золотой эдельвейс».
 — Кавказ, Ерыдаг, июль, 2-е место в очном классе.
В 2003 год:
 — Кодар, пик Царский трон, февраль, 3-е место на Чемпионате России в классе зимних восхождений.
 — Тянь-Шань, пик Победы, август, 2-е место на Чемпионате России в классе высотных восхождений.
 — Кавказ, м. Ак-Кая, август, 1-е место на Чемпионате России в очном классе.
В 2004 год:
 — Памиро-Алай, Ак-Су(с), февраль, первопрохождение, 1-е место в Чемпионате России в техническом классе.
 — Западные Саяны, Ергаки, июль, 1-е и 2-е место на Чемпионате России в очном классе.
 — Китайский Памир, п. Конгур (7719), 2-е прохождение.
В 2005 год:
 — Кодар, п. Красноярский край (2824), январь, 3-е место в Чемпионате России в классе технических восхождений.
 — Кавказ, Ерыдаг, июль, 1-е место на Чемпионате России в очном классе.
 — Тянь-Шань, Хан-Тенгри, август, 3-е место на чемпионате России в классе высотных восхождений.
 — Памиро-Алай, Жёлтая Стена, август, 2-е место на Чемпионате России в высотно-техническом классе.
В 2006 год:
 — Альпы, в. Эйгер, февраль, 2-е место на Чемпионате России в техническом классе.
 — Альпы, в. Гранд- Жорасс, февраль, 3-е место на Чемпионате России в техническом классе.
 — Альпы, в. Маттерхорн, февраль.
 — Тянь-Шань, п. Погребецкого(З), август, первопрохождение, 1-е место на чемпионате России в высотно-техническом классе.
В 2007 год:
 — Памиро-Алай, Ак-Су(С), февраль, 1-е место в Чемпионате России в техническом классе.
 — Каракорум, Большое Транго (ЮЗ), первопрохождение, июль, 2-е место на Чемпионате России в высотно-техническом классе.
 — Каракорум, Большое Транго (ЮЗ), июль, 3 место на Чемпионате России в высотно-техническом классе.
 — Кавказ, Цей, июль, 1-е место на Чемпионате России в очном классе.
В 2008 год:
 — Памиро-Алай, в. 4810, февраль, 2-е место на Чемпионате России в техническом классе, 1 место в номинации « Золотой ледоруб».
 — Кавказ, Узункол, июль, 3-е место на Чемпионате России в очном классе.
В 2009 год:
 — Западные Саяны, Ергаки, июль, 1 и 2 место на Чемпионате России среди женских команд в очном классе.